# Freiherr-vom-Stein-Straße 3, 5 (Quedlinburg)

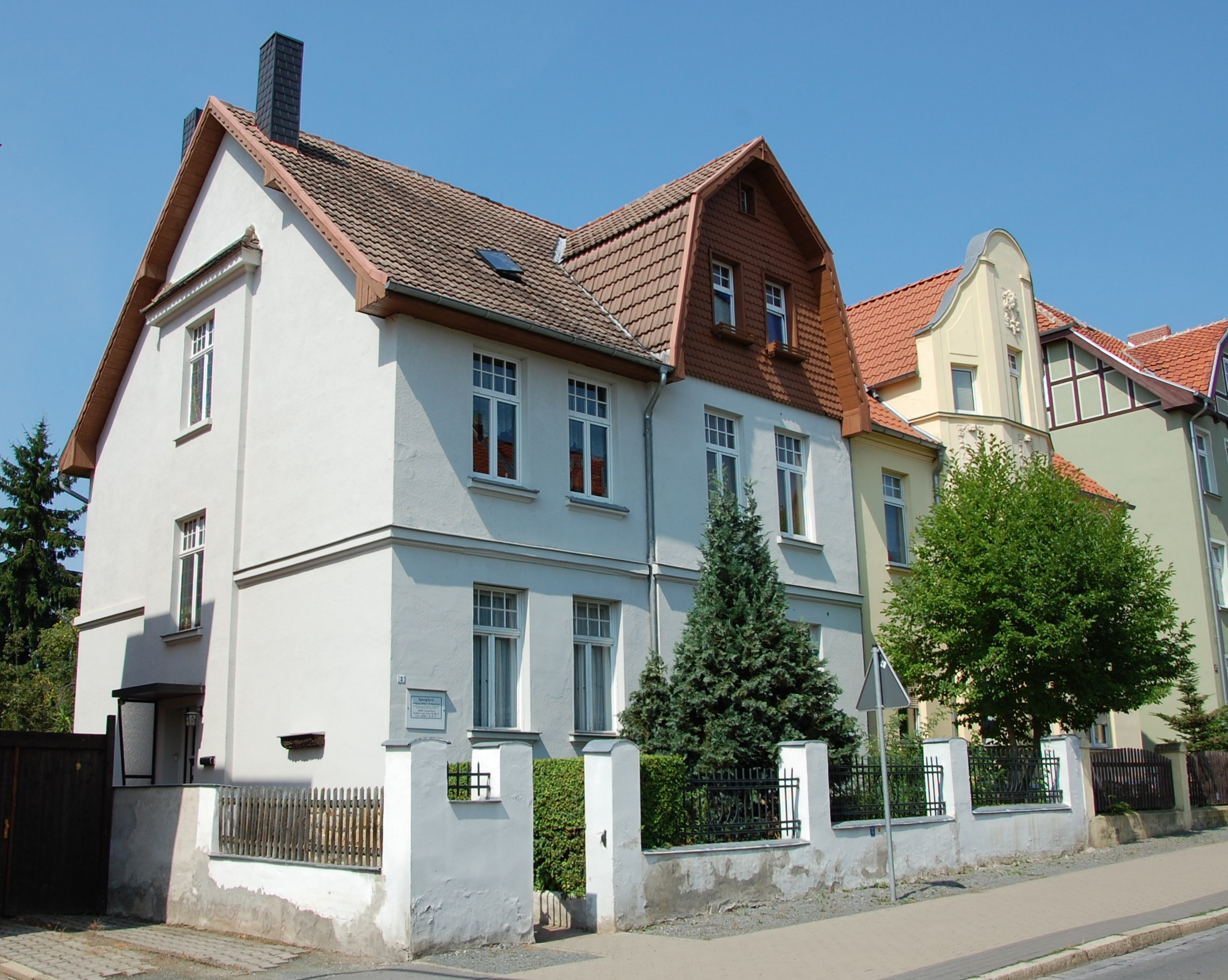
Haus Freiherr-vom-Stein-Straße 3, 5

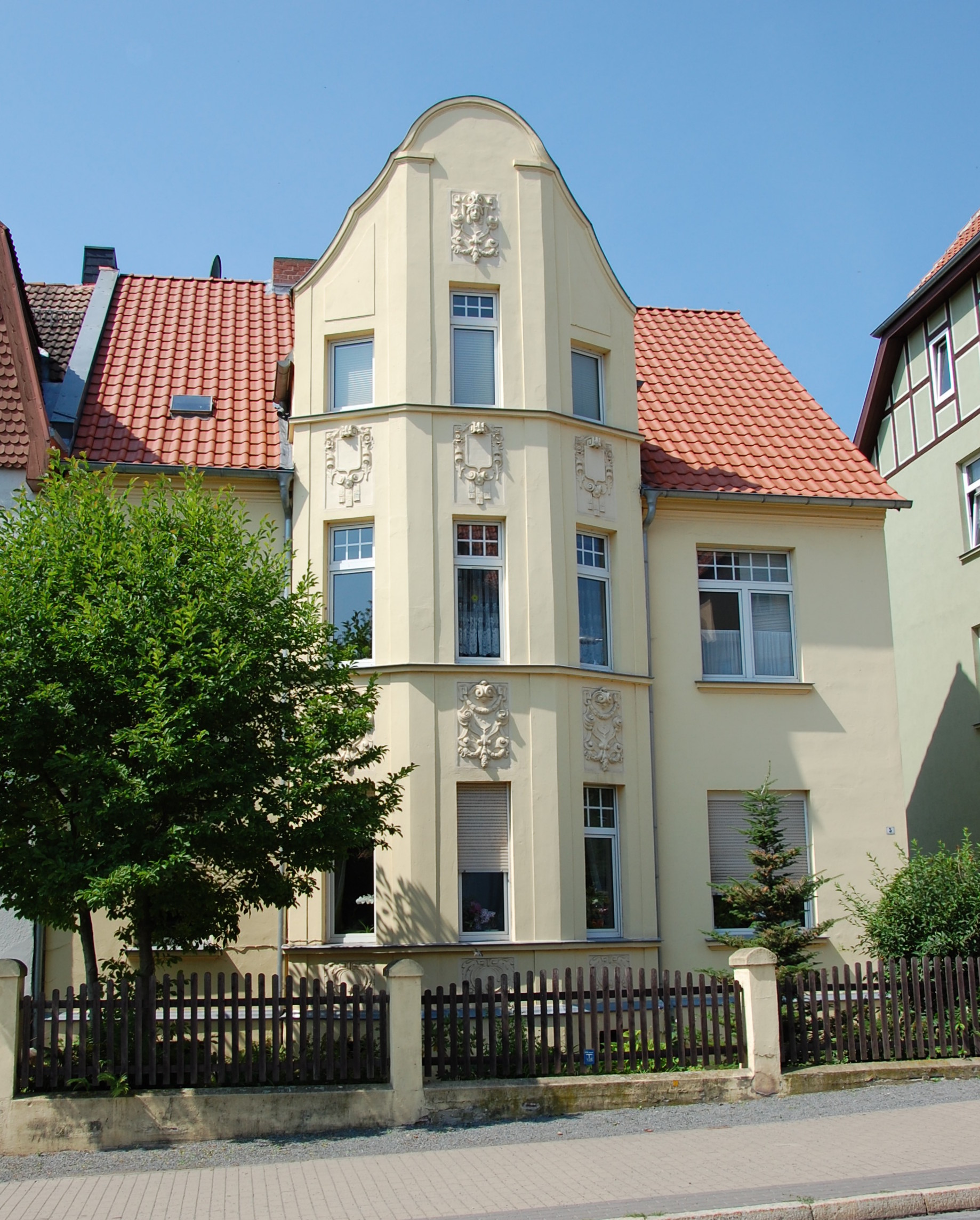
Haus Nr. 5

Das Haus Freiherr-vom-Stein-Straße 3, 5 ist ein denkmalgeschütztes Gebäude in der Stadt Quedlinburg in Sachsen-Anhalt.

## Lage
Das Haus befindet sich nördlich der historischen Quedlinburger Altstadt und ist im Quedlinburger Denkmalverzeichnis als Wohnhaus eingetragen.

## Architektur und Geschichte
Das zweigeschossige Gebäude entstand Anfang des 20. Jahrhunderts. Das verputzte Doppelhaus verfügt straßenseitig vor jeder Haushälfte über einen Risalit, der jeweils von einem Ziergiebel bekrönt wird. Die südliche Haushälfte ist im Heimatstil, die nördliche im Jugendstil gestaltet.